# Pleioceras zenkeri
Pleioceras zenkeri är en oleanderväxtart som beskrevs av Otto Stapf. Pleioceras zenkeri ingår i släktet Pleioceras och familjen oleanderväxter. Inga underarter finns listade i Catalogue of Life.